# Gaj Popilije Lenas
Gaj Popilije Lenas (Gaius Popillius Laenas, alt. Popilius, 2. st. pr. Kr.) je bio rimski političar i državnik koji je bio izabran za konzula 172. pr. Kr. i 158. pr. Kr.
Najpoznatiji je po tome što je kao rimski izaslanik u Egipatu godine 168. pr. Kr. svojom diplomatskom intervencijom okončao šesti sirijski rat (posljednji od Sirijskih ratova). Popilije je tada izašao iz Aleksandrije i došao u logor seleukidskog kralja Antioha IV Epifana koji je s vojskom namjeravao zauzeti egipatski glavni grad. Lenas je od ranije poznavao Antioha i bio njegov dobar prijatelj. Tada je međutim od njega u ime Senata tražio da povuče vojne snage iz Egipta i s Cipra, inače će morati zaratiti s Rimom. Kada je Antioh rekao da mora razmisliti i da će kasnije dati odgovor, Lenas je uzeo svoj štap i nacrtao krug u pijesku oko vladara. Tada je rekao da odgovor mora dati prije nego što izađe iz kruga. Antioh je tada smjesta pristao na sve rimske zahtjeve. Taj je događaj kasnije poslužio kao inspiracija za izraz "crta u pijesku".